# IGoogle
iGoogle (раніше персональна головна сторінка Google та Google IG) — служба Google, персоналізована стартова сторінка чи персоналізований інтернет-портал, що реалізований на AJAX.
Досить схожий на Netvibes, My Yahoo та Windows Live. Google започаткував службу у травні 2005 року. Її функції включають можливість додавання вебканалів і гаджетів Google (аналогічних тим, які доступні на Google Desktop).
30 квітня 2007, Google перейменував персональну сторінку Google на iGoogle. 17 жовтня 2007 сервіс став доступним у 42 мовних версіях.
З 1 листопада 2013 року сервіс iGoogle був закритий.